# A8高速公路 (葡萄牙)
A8高速公路（葡萄牙語：A8），又稱西部高速公路（Auto-Estrada do Oeste），是一條縱貫葡萄牙西部的高速公路，南起首都里斯本，經羅雷斯、托里什韋德拉什及卡爾達什-達賴尼亞，至萊里亞止，全長138公里。
全線設有二十八處交流道和四個服務站。1984年至2011年分段通車。